# Клан Спенс

Нашоломник клану Спенс.

Клан Спенс (шотл. — Clan Spens, Clan Spence) — один з кланів рівнинної частини Шотландії — Лоулендсу. Іноді розглядають клан Спенс як септу клану МакДафф.
Гасло клану: SI DEUS QUIS CONTRA — Якщо Бог за нас, то хто проти нас (лат.)
Землі клану: Файф
Вождь клану: Патрік Натаніель Джордж Спенс — IV барон Спенс

## Історія клану Спенс

### Походження клану Спенс
Назва клану Спенс означає «хранитель» або «охоронець», слово, можливо, походить з старофранцузької мови.
Перша згадка про назву клану та цього прізвища датується ХІ століттям. Роберта ле Діспенсер згадується як орендар землі в так званій «Книзі Судного Дня», що датується 1086 роком. Роберт ле Діспенсер, можливо, був одним з нормандських лицарів, що билися пліч-о-пліч з Вільгельмом Завойовником, що захопив Англію і усунув від влади короля Англії Гарольда II в битві при Гастінгсі в 1066 році. Роберт і його брат Урс вперше з'являються в Англії після битви під Гастінгсом. Вони обидва були бенефіціарами короля Англії Вільгельма Завойовника протягом багатьох років. Роберт де Діспенсер був офіційно призначений королівським «діспенсером» або королівським стюардом. У латинізованій формі Робер ле Діспенсер записувався як Robertus Dispensator — Робертус Діспенсатор.
Вожді шотландського клану Спенс походять від давніх графів Файф. Джон ле Діспенсер є в списках орендарів і васалів Вальтера Фіца Алана — стюарта Шотландії в 1161—1171 роках. Роджер Діспенсатор згадується в грамоті щодо земельної власності Брісіуса де Дугласа — єпископа Мореї, що узаконює передачу землі від церкви Девет до церкви Спайні десь між 1202 і 1222 роками. Його син Томас Діспенсатор згадується в грамоті щодо земельної власності Андреаса де Морея у 1232 році як свідок. Джон Спенс згадується під іменем Байллі Ірвін у 1260 році. У 1296 Анрі де Спенс — феодальний барон, присягнув на вірність королю Англії Едуарду I Довгоногому і підписав відповідний документ «Рагман Роллс» у 1296 році. Він помер близько 1300 року. Успадкував йому його син Томас. Він згадується в двох королівських грамотах короля Шотландії Роберта Брюса. Томас де Спенс був свідком у кількох документах Триніті-коледжу Единбурга у 1296—1324 роках. Один з його синів — Вільям де Спенс став лердом Гілгірстаун та Глеспані і отримав землі Думбарні та Бондіінгтаун від Вільяма Дугласа — І графа Дугласа в 1358 році. Його син Вільям де Спенс одружився з Ізабель Кемпбелл Глендуглас — спадкоємицею і дочкою сера Дункана Кемпбелла Глендугласа і Страхура. Завдяки цьому шлюбу Вільям де Спенс отримав королівською грамотою землі Ахаланд, Кетіді, Крайгсанквахар від Роберта — графа Файфа та Ментайта 5 травня 1385 року. Ці землі пізніше стали баронством в 1430 році.

### XV століття
До початку XV століття клан Спенс став сильним і заможним кланом в Шотландії. Вождь клану Джон Спенс Лахаллан був депутатом парламенту Шотландії, підтримував короля Шотландії Джеймса I. У 1434 році в місті Перт Джон Спенс Лахаллан одружився з Ізабеллою — дочкою сера Джона Вемісса — вождя клану Вемісс. У них було три сини. Патрік — наймолодший син був серед 24 воїнів, які були надіслані королем Шотландії Джеймсом II королю Франції Карлу VII в 1450 році. Патрік Спенс оселився у Франції, і його нащадки стали шляхетним родом баронів де Спенс де Естігнолс. Ця шотландська гвардія була відома як «Гард екосезі», а пізніше вони були відомі як Гард дю Корпусі дю-Руа і були особистими охоронцями французьких королів до революції 1789 року. Король Франції Карл VIII дарує «улюбленому Патріку Спенсу» титул барона та привілеї. Французькі барони де Спенс стали фактично головними носіями імені та гербу баронів Спенс. Барони Спенс в Шотландії та Англії походять від шлюбу лерда Джона Спенса та його дружини Ізабель Барде. Цей Джон Спенс був одним з синів Вільяма Спенса — сина Вільяма Спенса та Ізабель Кемпбелл.
Томас Спенс — другий син Джона Спенса Лахаллана став церковним діячем і займав високі посади в церкві. Він був призначений єпископом Галловей і пізніше став лорд-охоронцем королівської печатки — займав цю посаду до 1470 року. Він був переведений в єпископство Абердин в 1459 році, і згадується в історичних документах як розумний і проникливий державний діяч. У 1449 році він був відправлений укласти шлюбний договір між спадкоємцем герцога Савойського і Арабелли — сестра короля Шотландії Якова II. Два роки по тому він був відправлений як посол вести переговори про перемир'я з Англією. Він помер в Единбурзі в 1480 році, і його могила знаходиться в каплиці Рослін.

### XVI століття
Під час правління королеви Шотландії Марії Стюарт клан Спенс був лояльним до королеви, на відміну від багатьох інших шотландських кланів. Сер Джон Спенс Конді став лордом-адвокатом, але підтримав Реформацію та реформовану церкву Шотландії. Коли королева Шотландії почала переслідувати реформатора церкви Джона Нокса і звинуватила його у державній зраді, сер Джон Спенс Конді підтримав королеву без особливого завзяття, і Нокс був виправданий. Девід Спенс Вормістон був вірнопідданим королеви Марії Стюарт, і був засуджений як заколотник Парламентом Шотландії, скликаним регентом Леннокса в серпні 1571 року. Девід був одним з змовників, що спробували захопити регента Леннокса в Стерлінгу у вересні того ж року, і йому дали завдання взяття регента особисто, щоб тримати як заручника. Відповідно до одного з історичних переказів, Девід Спенс слідував цим наказам буквально, і коли змовники вирішили вбити регента, Спенс зупинив постріл з пістолета, кинувшись на його власника. Коли прихильники Леннокса прийшли йому на допомогу, вони вбили Спенса на місці, незважаючи на спроби регента врятувати його. Проте, клан Спенс пізніше примирився з королем Шотландії Джеймсом VI. Король відправив сера Джеймса Спенса Вормістона як посла до Швеції, де гілка клану оселилися і стала родом шведської шляхти — графами Спенс.

### XVII—XIX століття
Доктор Натаніель Спенс (1728—1815) — другий син XV лерда Лахаллан викупив землі Крайгсанквахар у Файфі, що належали клану з 1385 до 1524 року. Це відбулося у 1792 році. Його нащадок — сер Патрік Спенс (1885—1973) отримав титул І лорд Спенса з Блайсанкухара, що у Файфі в 1959 році.
Доктор Натаніель Спенс Крайгсанквахар був також президентом Королівської колегії лікарів. У 1794 році він входив до Королівської компанії Стрільців (охоронців монарха в Шотландії) і відомий портрет його висить в залі лучників в Единбурзі. Один з його нащадків — сер Вільям Спенс був віце-канцлером Кембриджського університету з 1931 по 1933 рік. Ще один його родич — Джон Спенс став герольдом Олбані, входив до складу в суду лорда Лева.